# Campanya d'Itàlia (1800)
La Campanya d'Itàlia de 1800 va ser la sèrie d'operacions militars lliurades l'any 1800, durant la Guerra de la Segona Coalició, al nord d'Itàlia després de la caiguda de les repúbliques germanes profranceses el 1799 i el retorn del general Napoleó Bonaparte d'Egipte. El general, que va esdevenir primer cònsol després del cop d'estat del 18 de Brumari, va organitzar i va dirigir una atrevida travessia dels Alps per prendre per darrere l'exèrcit austríac que assetjava les tropes franceses bloquejades a Gènova. Després de l'èxit de la maniobra, Bonaparte va avançar cap a la Vall del Po i es va enfrontar a l'exèrcit austríac en la decisiva batalla de Marengo que va acabar després de diversos esdeveniments amb la victòria dels francesos.
Després de la batalla, els austríacs van abandonar la Llombardia, el Piemont i la Ligúria i van signar un armistici temporal, i el primer cònsol va poder restablir el domini francès a la península; No obstant això, les operacions militars es van reprendre a Itàlia i Alemanya a l'hivern i van acabar només el 1801 amb el Tractat de Lunéville. La segona campanya italiana de Bonaparte va tenir una gran importància estratègica, posant les bases de la victòria francesa a la Guerra de la Segona Coalició, i també una importància política per a la carrera del primer cònsol que va consolidar el seu poder i prestigi a casa seva.

## Segona coalició
El general Bonaparte, després de tornar de l'expedició fallida a Egipte, on el seu exèrcit romania sota el comandament del general Jean-Baptiste Kléber, havia assumit el poder a França amb el cop d'estat del 18 de Brumari. Esdevingut primer cònsol, va dur a terme immediatament una sèrie de reformes administratives i polítiques destinades a reforçar el seu poder personal i millorar l'eficiència organitzativa de la nació. La situació a França en el moment de la presa de poder del general no era gaire satisfactòria; tot i que les victòries del general Guillaume Brune als Països Baixos i del general Andrea Massena a Suïssa havien capgirat el rumb de la guerra contra la Segona Coalició i havien evitat una invasió del país, al Rin l'ofensiva francesa havia fracassat mentre que a Itàlia l'austrohongarès. exèrcits -els russos havien aixafat les repúbliques germanes i restaurat les monarquies de l'Antic Règim arran de l'avenç imparable del general rus Alexander Vasil'evič Suvorov.

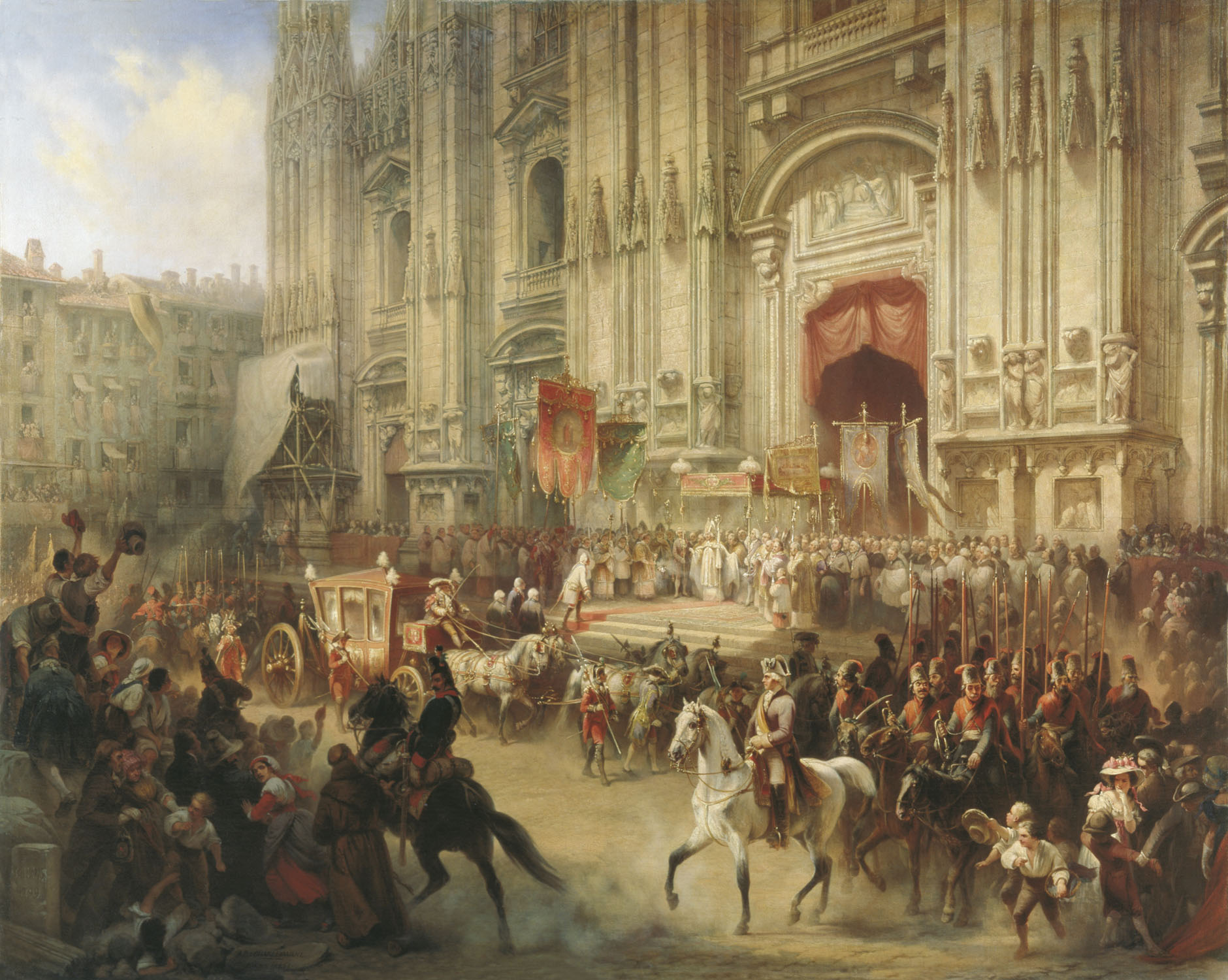
El mariscal Alexander Vasilyevich Suvorov entra a Milà al capdavant dels exèrcits austro-russos l'abril de 1799.

En realitat, la coalició antifrancesa també es trobava en dificultats i ja s'havia desintegrat en part; El tsar Pau I de Rússia l'havia abandonat oficialment ja el 22 d'octubre després de la derrota de Zuric i la consegüent derrota i retirada de les forces austro-russes de Suïssa, que va atribuir al comportament egoista i no col·laboratiu del Sacre Imperi Romanogermànic dels Habsburg. mentre que Després del desastre d'Holanda, Gran Bretanya havia suspès la seva participació directa al continent i semblava sobretot ocupada planificant la conquesta d'Egipte i la col·laboració amb l'Imperi Otomà. S'inicià, doncs, una fase hivernal de negociacions entre les potències que encara lluitaven, que, tanmateix, revelava la irreconciliació dels seus objectius bèl·lics.

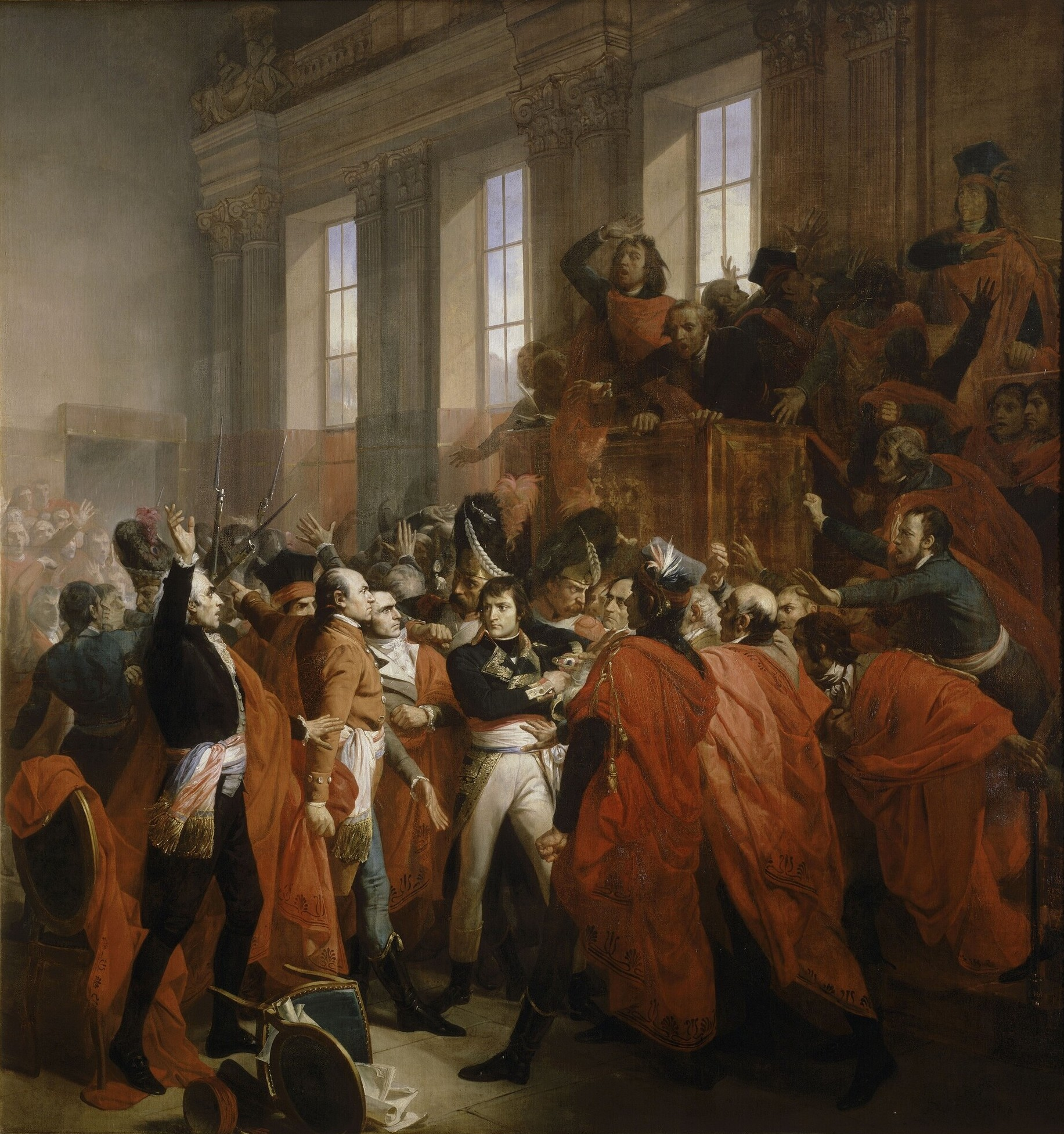
El general Napoleó Bonaparte al Consell del Cinquecento durant el cop d'estat del 18 de Brumari.

Bonaparte semblava disposat a negociar, però en realitat refusà les indicacions del rei de Prússia que aconsellava, per aconseguir una pau estable, de renunciar als Països Baixos, a Suïssa i al Piémont. El primer cònsol no només pretenia mantenir el domini francès als Països Baixos i a Suïssa, sinó que no va pensar gens a renunciar a Itàlia que havia estat escenari de les seves primeres victòries i que considerava d'una importància decisiva per a debilitar definitivament el poder dels Habsburg. A més, encara esperava poder ajudar Egipte on l'exèrcit oriental es trobava en una situació cada cop més precària i estava exposat a un possible desembarcament d'una força expedicionària anglo-turca. Aleshores, el canceller austríac Johann von Thugut va rebutjar amb duresa les propostes de Talleyrand que pretenien restablir la situació política establerta pel Tractat de Campo Formio ; en realitat pretenia consolidar el domini assolit a Itàlia després de les victòries de 1799, allunyar Niça i Savoia de França per assignar-les al rei de Sardenya i restablir els reis de l'antic règim; L'arxiduc Carles, que en canvi era partidari de buscar un acord, va ser substituït al comandament de l'exèrcit a Alemanya. Finalment, a Gran Bretanya, el primer ministre William Pitt no va mostrar confiança en Bonaparte, de qui va parlar com "l'últim aventurer de la loteria de les revolucions", i va indicar clarament la restauració de la monarquia a França com el principal objectiu britànic.
En aquestes condicions es va fer inevitable la represa de la guerra a la primavera del 1800 i Bonaparte, gaudint del favor popular i es va poder presentar com el defensor de la integritat de la nació i dels valors positius de la revolució atacada per l'obscurantisme. dels poders reaccionaris, va poder consolidar el propi poder i dedicar-se amb gran compromís a organitzar la nova campanya. Malgrat la determinació i la confiança del primer cònsol, la manca de recursos era quasi insuperable; a partir del 8 de març es van posar a disposició de l'exèrcit els reclutes de l'any 1800, però Bonaparte, per evitar queixes, va evitar que els burgesos fossin cridats a les armes i també per manca de diners, va preferir convocar només 30.000 reclutes. Establir el nou "Exèrcit de Reserva" (Armée de Réserve ), destinat als plans de Bonaparte per entrar a Itàlia, era molt difícil en aquestes condicions; es va recórrer a expedients: es van utilitzar les tropes dels dipòsits, es van incorporar soldats de l'exèrcit occidental, es van reclutar reclutes completament no preparats; la cavalleria i l'artilleria eren molt escasses.

## Plans i preparatius
El primer cònsol també va trobar grans dificultats per finançar la nova campanya; va haver de reduir despeses i recórrer a una sèrie de mesures extraordinàries per recaptar els fons necessaris. Les subvencions de guerra, recaptades amb “vals” de poc valor, no eren suficients i els proveïdors havien tornat a tenir competències pels materials i n'havien aprofitat per fer especulacions en detriment de l'exèrcit; després els va tornar a suspendre i va tornar a introduir requisits per proveir les tropes. Els intents de Bonaparte d'intimidar les grans finances per obtenir finançament subvencionat no van aconseguir grans resultats.

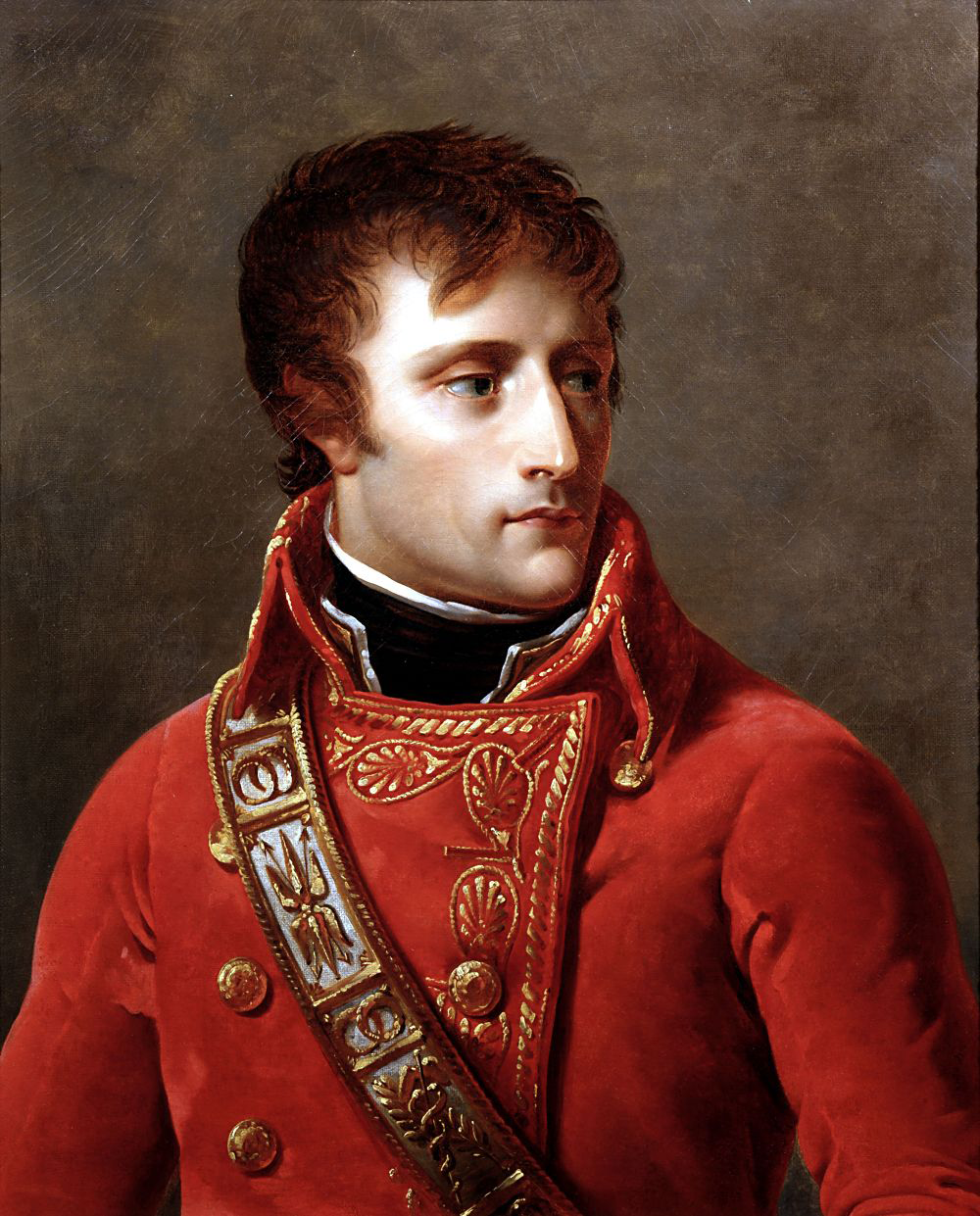
General Napoleó Bonaparte, primer cònsol de la República francesa.

L'exèrcit doncs va marxar sense la majoria dels seus materials; sobretot, l'Exèrcit de Reserva no disposava de sou i va marxar sense menjar, havent-se de reposar in situ amb recursos locals. La victòria esdevingué, doncs, indispensable, en cas de derrota la caiguda del Consolat era possible per la crisi financera i la pèrdua de prestigi del Primer Cònsol. Bonaparte va abandonar París per unir-se a l'Exèrcit de Reserva el 6 de maig de 1800; Immediatament es van estendre rumors de conspiracions i tèrbols entrebancs polítics; es van donar a conèixer els noms d'un possible nou primer cònsol : Lazare Carnot, el marquès de Lafayette, el general Jean Victor Moreau ; L'abat Sieyès va tornar i es va parlar d'una intervenció del duc d'Orleans. Els liberals i jacobins esperaven la derrota de Bonaparte per evitar una nova evolució autoritària del règim; el 3 de juny Georges Cadoudal també va tornar a França des de la Gran Bretanya per reactivar la rebel·lió a l'oest.

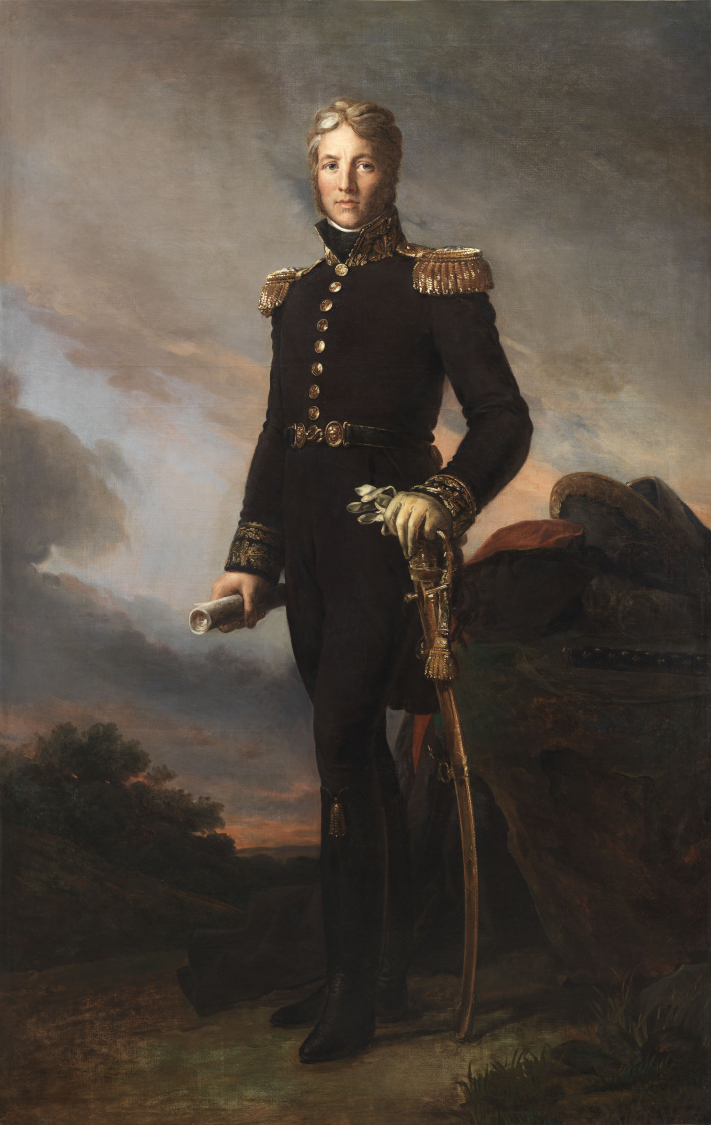
General Jean Victor Moreau, comandant de l'exèrcit del Rhin.

Bonaparte es va trobar en una situació difícil, el resultat de la campanya hauria tingut una importància decisiva per al seu futur polític; era conscient d'aquestes dificultats, però mostrava determinació, confiança i energia. El primer cònsol va fer grans esforços per millorar l'equipament i l'armament de les tropes; s'acumularen reserves especialment per a l'exèrcit del Rin; es van subministrar mig milió d'uniformes nous; 5.000 obusos d'artilleria, 2 milions de bales i 1,5 milions de racions es van recollir als grans dipòsits de Zuric i Lucerna ; l'Exèrcit de Reserva finalment va rebre 100.000 parells de calçat . Malgrat aquests importants resultats, la situació es va mantenir precària, l'Exèrcit del Rin no tenia 15 milions de sous per als soldats, l'Exèrcit de Reserva va entrar en combat sense el sou de les tropes.
Malgrat els forts compromisos organitzatius i polítics, Bonaparte duia a terme la planificació operativa de la guerra i la creació de les forces necessàries des de finals de 1799 ; ja el 5 de desembre de 1799 es preveia l'agrupació del nou Exèrcit de Reserva al centre de França. L'organització d'aquestes noves forces va ser lenta, però a mitjans d'abril de 1800 podien comptar amb 53.000 soldats; el 2 d'abril el general Louis Alexandre Berthier havia rebut oficialment el comandament del nou exèrcit, en realitat el primer cònsol pretenia, en el moment oportú, prendre personalment el comandament d'aquestes forces. L'Exèrcit del Rin fou particularment reforçat, confiat al general Jean Victor Moreau; 120.000 soldats es van concentrar al front alemany i Bonaparte va preveure per primera vegada la creació de cossos d'exèrcit autònoms, iniciant la important reforma orgànica que faria encara més mòbil i flexible els exèrcits francesos. A Itàlia, després de la sèrie de derrotes de l'estiu de 1799, les tropes supervivents de l'exèrcit d'Itàlia s'havien retirat darrere dels Apenins ligurs, abandonant la Llombardia i el Piemont ; Bonaparte havia assignat el comandament d'aquestes forces que ascendien a uns 40.000 soldats a l'experimentat general Andrea Massena.

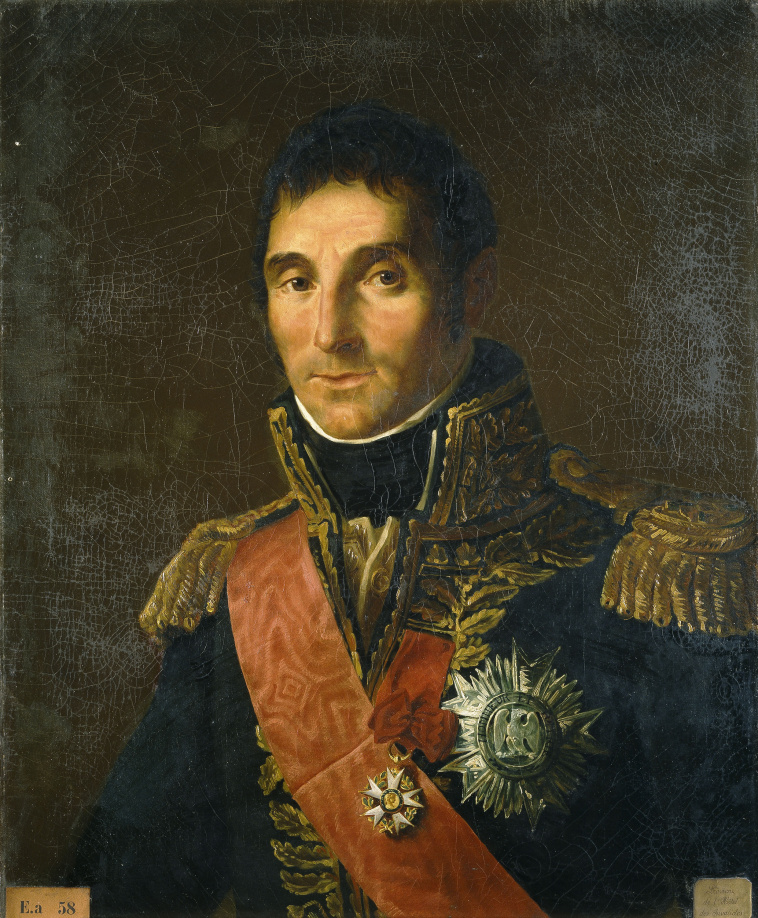
General Andrea Massena, comandant de l'exèrcit d'Itàlia.

En un principi Bonaparte havia ideat un complex i audaç pla d'operacions que assignava el paper principal a l'Exèrcit del Rin; el març de 1800 va proposar al general Moreau de passar a l'ofensiva general travessant el Rin per sorpresa amb el gruix de les seves tropes a Schaffhausen ; d'aquesta manera hauria interceptat les comunicacions de l'exèrcit austríac desplegat al sud d'Alemanya. Després d'aquest èxit decisiu, el Primer Cònsol pretenia traslladar a Suïssa l'Exèrcit de Reserva que es reunia entre Châlons i Lió ; havent arribat a territori suís, hauria estat reforçat per part de les tropes del general Moreau i hauria creuat els Alps pel coll de Sant Gotard des d'on hauria agafat per darrere l'exèrcit austríac a Itàlia, compromès mentrestant pel general Massena. exèrcit. Era un pla d'operacions que, si s'hagués implementat, hauria permès aconseguir la victòria ràpidament.
No obstant això, els plans de Bonaparte aviat van ser frustrats pel general Moreau que no va col·laborar en l'execució de l'audaç maniobra confiada a l'Exèrcit del Rin; prudent i poc agressiu, el comandant de l'exèrcit no compartia els programes del primer cònsol i, per tant, rebutjà el pla. Citant els problemes i riscos associats amb un pas massiu a Schaffhausen, el general Moreau hauria preferit esglaonar les seves forces a través d'un ampli front al llarg de la frontera abans de travessar el riu. A més, el general Moreau també es trobava en conflicte personal amb Bonaparte de qui estava dividit per una forta rivalitat. El primer cònsol va haver d'acceptar les objeccions del general Moreau i va preferir mostrar condescendència envers el seu rival en públic; en realitat li molestava molt l'obstruccionisme del general. Bonaparte va renunciar, doncs, al seu pla original i va decidir prendre personalment la iniciativa amb l'Exèrcit de Reserva a Itàlia que es convertiria en el principal teatre de guerra, mentre que l'Exèrcit del Rin tindria un paper secundari a Alemanya

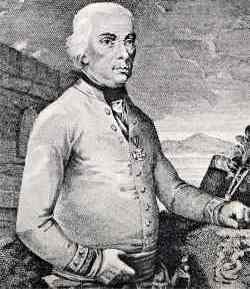
El general Michael von Melas, comandant de les forces austríaques a Itàlia.

Les noves directrius per a la campanya es van emetre el 25 de març i preveien que el general Moreau llançaria un atac secundari entre el 10 i el 20 d'abril per forçar l'exèrcit austríac a retrocedir cap a Ulm ; l'atac principal seria realitzat per l'Exèrcit de Reserva que, després d'haver entrat a Suïssa a la regió de Zuric a finals d'abril, travessaria els Alps pel pas de Sant Gotthard o Simplon. Bonaparte hauria avançat cap a la vall del Po i, després d'haver estat reforçat pel cos del general Claude Jacques Lecourbe deslligat del general Moreau, hauria atacat per darrere l'exèrcit austríac a Itàlia, compromès frontalment als Apenins lígurs per les forces del general Massena. Aquest nou pla d'operacions podria obrir la possibilitat d'aconseguir un èxit ràpid i decisiu al nord d'Itàlia; Tanmateix, l'evolució inesperada de la situació al camp i l'agressivitat inesperada de l'enemic van trastocar els plans del primer cònsol i el van obligar a modificar parcialment les seves intencions i sobretot a accelerar al màxim la marxa del seu exèrcit.
El canceller austríac Thugut estava interessat principalment a consolidar i ampliar el domini assolit a Itàlia després de les victòries de 1799; per això, en col·laboració amb el Consell Reial de Viena, va decidir concentrar les forces principals a la península, empenyent el comandant en cap local, el general Michael von Melas, a passar ràpidament a l'ofensiva. A Alemanya, el general Paul Kray s'hauria mantingut a la defensiva amb uns 120.000 homes, mentre que el general von Melas amb 97.000 soldats hauria hagut d'atacar amb força el dèbil exèrcit del general Massena desplegat a la costa de Ligúria i destruir-lo. Després d'aconseguir aquest resultat, el general von Melas marxaria a la Provença amb l'objectiu de Toulon. També hi havia plans per provocar una insurrecció reialista organitzada per Amédée Willot i el marquès de Puivert ; també s'esperava un desembarcament de les tropes britàniques reunides a Menorca pel general John Stuart.
Aquest pla d'operacions, aparentment efectiu i agressiu, va dispersar en realitat la principal força austríaca en un sector secundari contra les forces enemigues menys agressives; sobretot no va tenir en compte la importància estratègica de Suïssa que, ocupada i organitzada com a base d'operacions pels francesos, hauria permès a l'enemic maniobrar entre els dos fronts de guerra i transferir les seves tropes de reserva per reforçar els més amenaçats. sector apoderant-se del darrere dels exèrcits austríacs, desplegats en territoris molt llunyans i no connectats entre si. També van sorgir dificultats organitzatives: el ministre britànic de la Guerra Henry Dundas no va proporcionar tropes suficients al general Stuart que, per tant, va dimitir; el cos expedicionari britànic no es va moure i no va desembarcar a la costa de la Provença; el nou comandant britànic, el general Ralph Abercromby, va prendre el comandament a Menorca només després de la conclusió de la campanya a Itàlia

## Campanya de 1800

### Ofensiva austríaca
El general von Melas no va desplegar totes les seves forces contra l'exèrcit d'Itàlia del general Massena situat als Apenins de Ligur; el comandant austríac va preferir deixar gairebé la meitat de les seves tropes a la vall del Po i a la desembocadura dels passos alpins per protegir les seves línies de comunicació mentre amb la resta del seu exèrcit va llançar l'ofensiva a partir del 5 d'abril. Malgrat aquest error, l'atac austríac va aconseguir èxits notables i va sorprendre les forces franceses a Itàlia; fins i tot el primer cònsol Bonaparte no s'esperava una ofensiva enemiga tan esperada i encara el 9 d'abril va escriure una carta al general Massena en la qual il·lustrava els detalls del pla general d'operacions i ordenava amb optimisme al general que coordinés els seus moviments amb els del general. Berthier, oficialment al comandament de l'Exèrcit de Reserva.

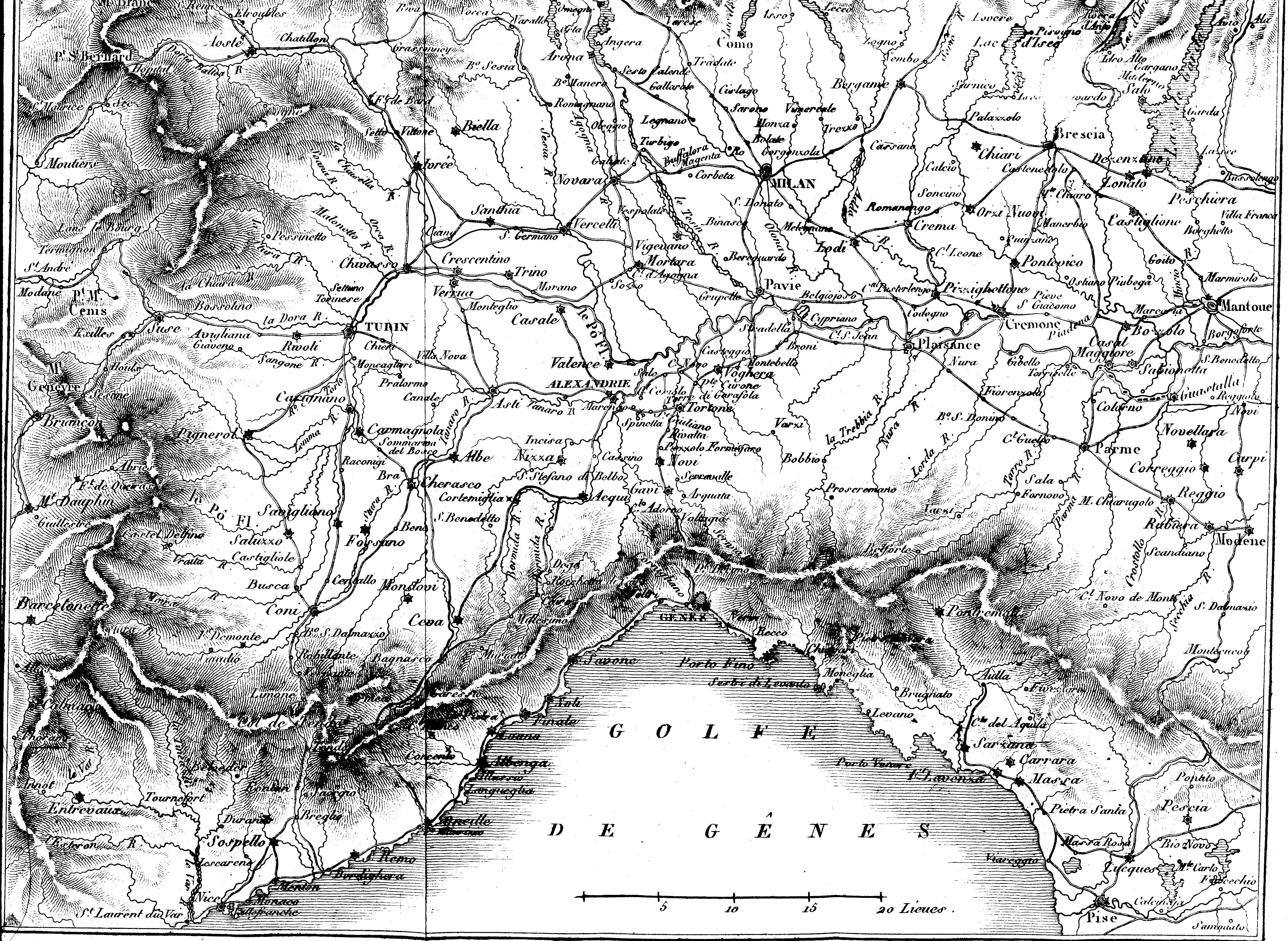
Mapa del territori del nord d'Itàlia on es va lluitar la campanya del 1800.

El general Massena havia repartit les seves febles forces per més de 250 quilòmetres de territori; a l'ala esquerra el general Louis Gabriel Suchet va dirigir 12.000 soldats entre Finale Ligure i el coll del Mont Cenis ; el comandant de l'exèrcit d'Itàlia controlava, des del seu quarter general de Gènova, una reserva central d'uns 15.000 homes, mentre que el general Nicolas Soult dirigia les defenses al sector occidental entre Colle di Cadibona i Torriglia amb altres tres divisions. Aquest desplegament, adoptat pel general Massena per facilitar el subministrament de l'exèrcit i també per atreure el màxim nombre de tropes enemigues, va ser massa extens i va exposar el seu exèrcit a ser atacat amb forces preponderants per part dels austríacs; a més, la costa de Ligúria estava sòlidament bloquejada pels vaixells de la flota britànica de l'almirall George Keith . El general Massena també es trobava en greus dificultats per les deplorables condicions materials i morals de les seves tropes; a causa de l'especulació dels proveïdors civils, el subministrament de l'exèrcit era insuficient, mentre que els subministraments disponibles a Gènova eren molt baixos.
El general von Melas va atacar el 5 d'abril al sector del Mont Cenis; les tropes austríaques van guanyar algunes posicions, però van ser contraatacades pels francesos que van recuperar part del terreny perdut. En realitat va ser una maniobra secundària, mentre que els austríacs van llançar l'ofensiva principal el 6 d'abril amb uns 60.000 soldats, dividits en quatre columnes que van atacar en direcció a Savona per dividir l'extens front defensiu francès en dues parts. La situació de l'Exèrcit d'Itàlia es va deteriorar ràpidament; les tropes franceses, preses per sorpresa i més febles, es van veure desbordades. Les dues columnes de l'ala esquerra austríaca, sota el comandament del general Peter Karl Ott, van ocupar Recco i van fer retrocedir l'ala dreta francesa fins a Nervi ; al centre, el general Federico di Hohenzollern va atacar el coll de Bocchetta al nord de Gènova, mentre que el general von Melas va dirigir personalment l'atac des del coll de Cadibona cap a Vado i Savona ; en tres dies els austríacs van arribar i van conquerir Savona, completant la maniobra per fragmentar l'exèrcit enemic en dues seccions.
Malgrat alguns intents de contraatac del general Massena, els austríacs van aconseguir fer retrocedir les forces del general Suchet cap al riu Roia i després darrere del riu Varo, separant-les de la resta de l'exèrcit d'Itàlia que va ser bloquejat a Gènova per les tropes del general Ott. La tercera setmana d'abril, els generals Massena i Soult, amb 18.000 soldats, van ser ara assetjats a la ciutat per les forces del general Ott, formades per uns 24.000 homes, mentre la flota britànica bloquejava el port. La situació de les tropes franceses assetjades era precària sobretot per la manca de subministraments; El general Massena, però, estava decidit a allargar la resistència que, en retenir nombroses unitats austríaques al seu front, podria haver facilitat l'ofensiva planificada per Bonaparte a través dels Alps.

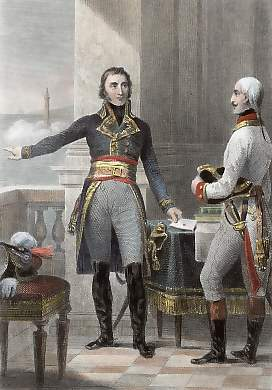
El general Andrea Massena en negociacions amb els austríacs durant el setge de Gènova.

Bonaparte no semblava inicialment conscient de la situació del general Massena; a principis d'abril semblava decidit, després d'haver fet un reconeixement en profunditat dels passos alpins, utilitzar el coll del Simplon i el coll de San Gottardo, que eren els més fàcils i estratègicament més adequats per a un ràpid i sorprenent avanç cap al sud. dels Alps. El primer cònsol ja havia identificat la importància tàctica de la ciutat de Stradella, entre el Po i els Apenins, a la carretera entre Piacenza i Alessandria ; segons el seu secretari Louis Antoine Bourienne, Bonaparte ja en aquells dies va predir als mapes que la batalla decisiva es lliuraria prop del poble de San Giuliano, a cinc quilòmetres a l'est de la ciutat de Marengo.

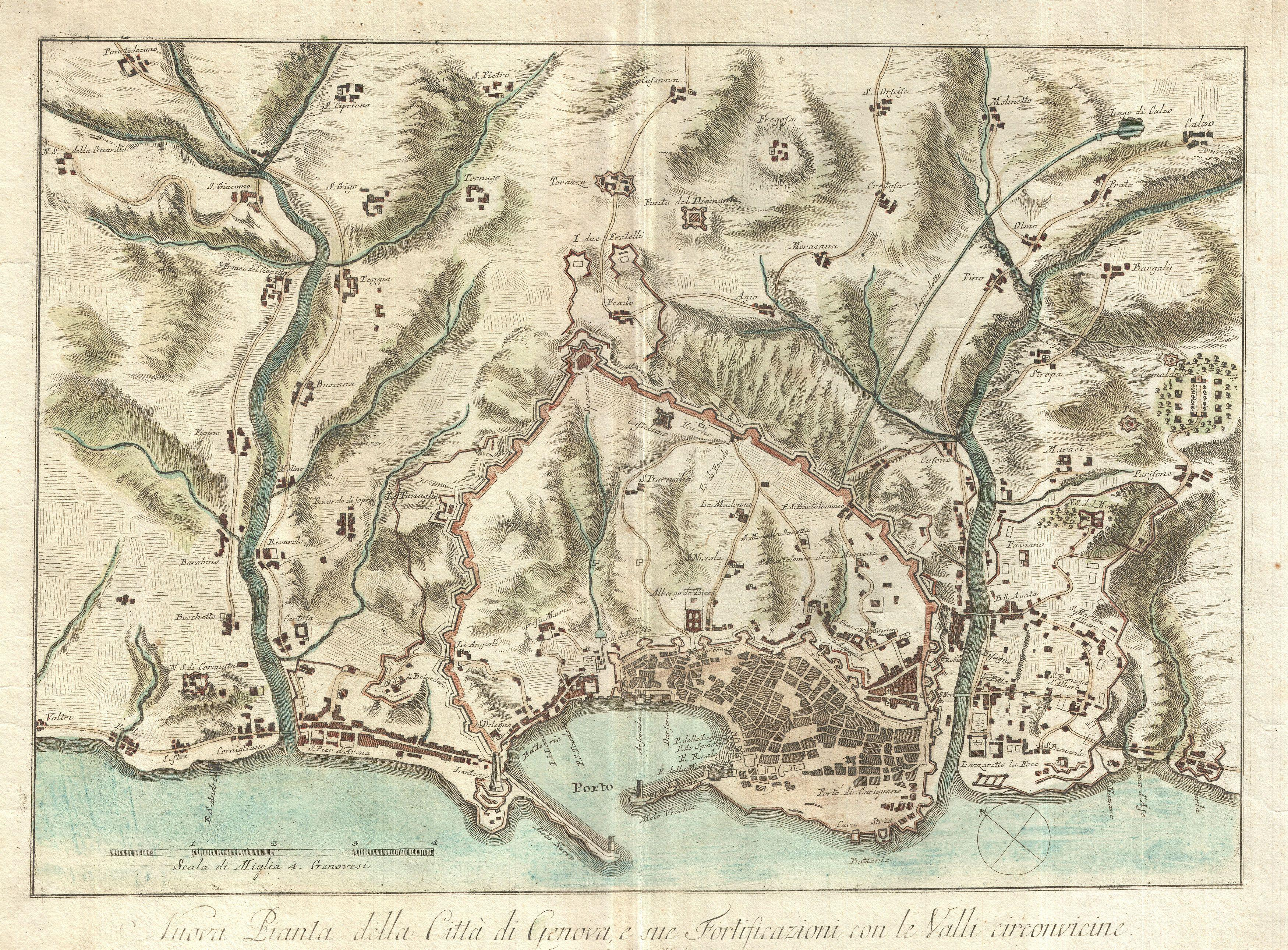
Les fortificacions de Gènova l'any 1800.

En realitat, aviat van sorgir complicacions que van obligar Bonaparte a modificar els seus plans; El general Moreau va continuar retardant la seva ofensiva i va multiplicar les objeccions als plans operatius; El general Berthier, oficialment comandant de l'Exèrcit de Reserva, va demostrar pessimisme i manca de determinació malgrat els ànims i els consells del primer cònsol; la situació a Gènova, on el general Massena només disposava de reserves d'aliments per a les tropes assetjades durant trenta dies més, esdevingué precària. El 26 d'abril Bonaparte va prendre una nova decisió: per accelerar les coses, l'Exèrcit de Reserva passaria pel coll del Gran Sant Bernat, agafant el camí més curt des de Dijon malgrat les dificultats d'aquest coll, estret i de vegades gairebé impracticable.
El coll del Gran Sant Bernat era conegut per l'exèrcit francès que també l'havia utilitzat els anys 1798 i 1799, però a causa de l'estació, la neu i el gel encara presents, el coll semblava difícil i arriscat. Bonaparte necessitava guanyar temps; A més, per confondre l'enemic i evitar possibles confusions durant la travessia, va decidir dirigir part de les seves tropes a altres passos. Aleshores el general Louis Marie Turreau hauria passat pel coll de Moncenis amb 2.500 homes, el general Joseph Chabran hauria creuat amb la seva divisió al Piccolo San Bernardo i després s'hauria reincorporat al cos principal de l'exèrcit a Aosta, mentre que el general Antoine de Béthencourt hauria creuat. el pas del Simpló amb una semibrigada
El 25 d'abril el general Moreau havia començat amb èxit les operacions a Alemanya; tanmateix, va continuar mostrant poca col·laboració, el 5 de maig Bonaparte li va demanar que enviés 25.000 homes sota el comandament del general Jeannot de Moncey a Itàlia com a reforç a través del Gotthard, però el comandant de l'Exèrcit del Rin, irritat per aquestes ordres, va acabar traslladant al sud dels Alps només 15.000 soldats. A Gènova, la situació del general Massena era cada cop més precària, va anunciar que només tenia prou menjar per quinze dies més; a mitjanit entre el 5 i el 6 de maig Bonaparte, després d'haver tornat a animar l'incert general Berthier i avisar-lo de la seva imminent arribada, va sortir de París per incorporar-se a l'Exèrcit de Reserva. Va arribar a Ginebra el 8 de maig i va assumir el comandament

### Del Gran Sant Bernat a la Vall del Po
Bonaparte va romandre a Ginebra durant tres dies mentre es completava el reagrupament de l'Exèrcit de Reserva; les ordres definitives de la marxa es van dictar en el màxim secret el 10 de maig, mentre que el 14 de maig el ministre Carnot va arribar a la seu on va informar al primer cònsol de la manca de voluntat de col·laboració del general Moreau i de la seva decisió de reduir el contingent enviat al sud per reforçar l'exèrcit de reserva. Després d'aquesta decepció, el 13 de maig Bonaparte va rebre en canvi la notícia de l'arribada a França, procedent d'Egipte, del capaç general Louis Desaix, a qui va instar immediatament a unir-se a l'exèrcit per participar en la campanya.

Napoleó travessa els Alps
Jacques-Louis David (1800)
El pintor de la cort representa a Bonaparte heroicament com un nou Alexandre Magne

Després d'enviar un darrer missatge al general Massena per animar-lo a allargar la resistència al màxim, Bonaparte va posar en marxa les seves tropes a primera hora del matí del 15 de maig; estava format per aproximadament 50.000 homes que havia organitzat en cossos d'exèrcit autònoms per facilitar el control i millorar les possibilitats operatives. L'avantguarda, formada per dues divisions i una brigada de cavalleria sota el comandament del general Jean Lannes, estava ja en marxa per arribar al coll del Gran Sant-Bernard. El gruix de l'Exèrcit de Reserva estava format pels dos cossos d'exèrcit del general Claude Victor i el general Guillaume Philibert Duhesme amb quatre divisions més, mentre que la rereguarda estava formada per una divisió francesa, la brigada italiana del general Giuseppe Lechi i l'elecció de tropes. de guàrdia consular; El general Joachim Murat va dirigir les forces de cavalleria; El general Auguste Marmont comandava l'artilleria, formada per 48 canons.
L'avantguarda del general Lannes, que havia sortit de Martigny, marxava cap a Aosta ; darrere seguien, dividides en cinc columnes, les altres divisions. La marxa va presentar grans dificultats relacionades amb el clima i el terreny quasi impracticable; El transport dels canons va resultar extremadament difícil a causa de la neu al Gran Sant Bernat i la rugositat del vessant. El general Marmont va superar les dificultats fent desmuntar els canons i transportar-los dins de troncs d'arbres especialment excavats, o utilitzant trineus de rodets; els carruatges eren portats cadascun en lliteres per deu soldats, mentre els carruatges marxaven buits i les càrregues es transportaven a mà o amb mules.
La marxa de l'exèrcit de reserva es feia principalment de nit per limitar el risc d'allaus; amb un fred molt intens les tropes van avançar a la foscor per una pista traïdora pel gel present en alguns trams i, malgrat aquests obstacles, les unitats van continuar amb gran rapidesa; L'avantguarda del general Lannes va passar el coll situat a 2.473 metres i va arribar i va ocupar Aosta el 16 de maig després d'un enfrontament amb la feble guarnició local. El 17 de maig els francesos també van conquerir Châtillon on una altra unitat austríaca de 1.500 homes va ser derrotada; aquell mateix dia Bonaparte va arribar a Martigny, el 20 de maig va creuar al seu torn el coll amb els seus homes i al vespre va arribar al lloc de comandament del general Berthier.</br> A l'èpica napoleònica, el pas del Gran Sant Bernat agafaria aviat un caràcter quasi llegendari i la iconografia napoleònica hauria exaltat les gestes del primer cònsol pels camins ja recorreguts en el passat per Anníbal i Carlemany.

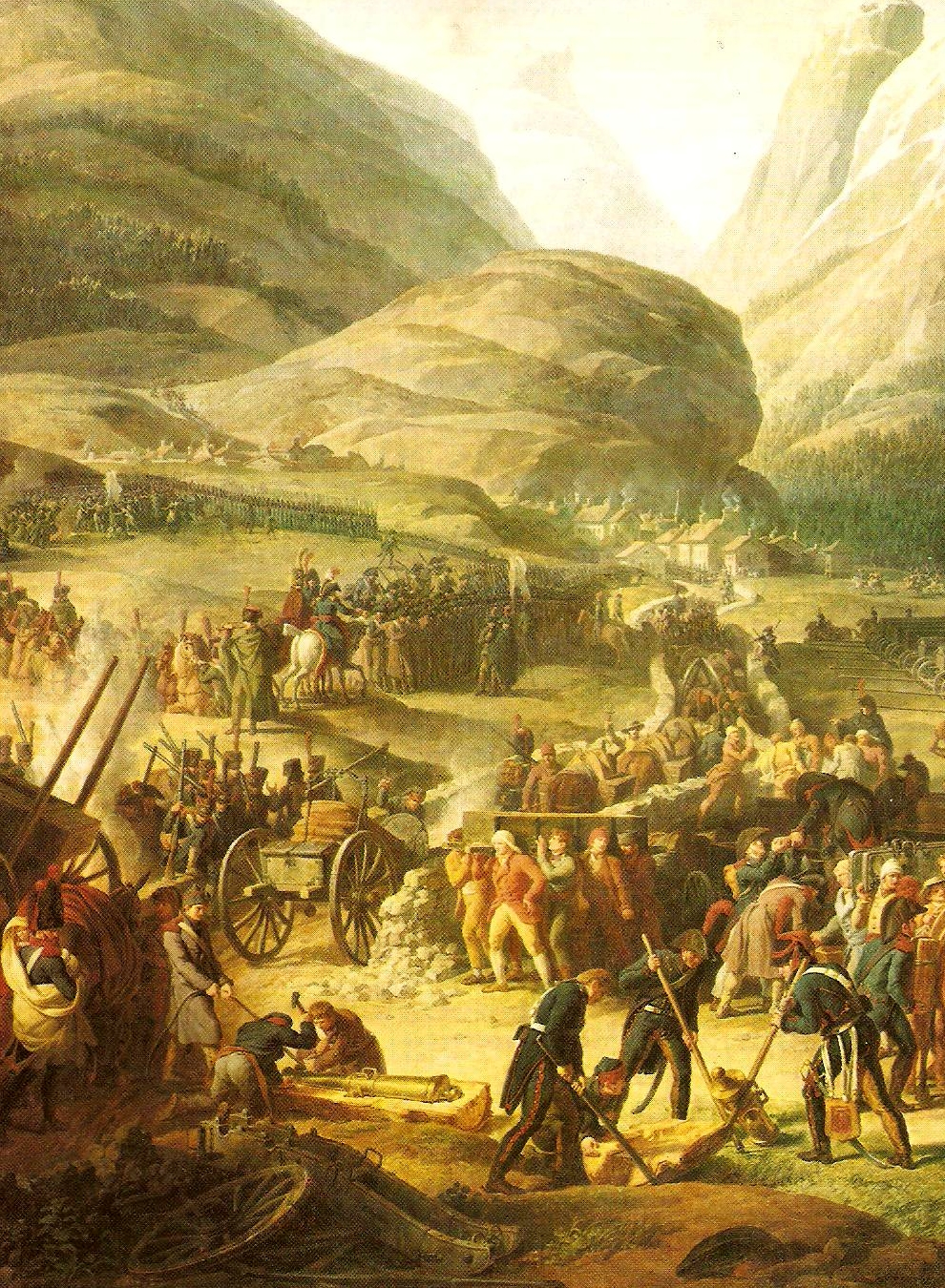
L'exèrcit francès travessant els Alps.

En realitat, el 19 de maig el general Lannes va haver d'aturar el seu avanç davant el fort de Bard ; mentre que els francesos van poder ocupar el poble amb facilitat, l'antiga fortalesa que dominava l'únic camí, defensada per tropes austropiemonteses amb 26 canons, va repel·lir tots els assalts i va bloquejar el pas de les tropes avantguardistes franceses. Per un moment, aquest obstacle va semblar susceptible d'arruïnar l'atrevit pla de Bonaparte; el primer cònsol es va afanyar a arribar al cos principal de l'exèrcit per avaluar la situació i instar la represa de l'avanç; es podia temer que el general von Melas tingués temps d'intervenir a la desembocadura dels Alps. Mentrestant, el general Lannes havia identificat un camí secundari per evitar el fort de Bard i havia reprès immediatament la marxa amb la infanteria per aquest camí difícil i impermeable; Tanmateix, va resultar impossible passar també l'artilleria i la cavalleria per aquesta ruta.
En arribar al lloc, Bonaparte va decidir no demorar-se davant del fort de Bard; La divisió del general Chabran va romandre de moment per assetjar la plaça fortificada juntament amb el gruix de l'artilleria mentre la resta de l'exèrcit seguia l'avantguarda del general Lannes per la ruta secundària, per evitar la fortificació. Amb una sèrie d'expedients improvisats, també es va poder fer passar sis canons per la carretera principal les nits del 24 i el 25 de maig, sense ser detectat pel fort, que va proporcionar un petit suport d'artilleria a les tropes franceses. El 24 de maig uns 40.000 soldats francesos havien completat ara el coll del Gran San Bernardo i havien arribat a Ivrea al final de la plana; El general Lannes havia arribat i conquerit aquesta ciutat des del 22 de maig després de derrotar la guarnició austropiemontesa. Malgrat les dificultats, el pla de Bonaparte va tenir un èxit total; l'Exèrcit de Reserva havia arribat a la plana al sud dels Alps sense ser obstaculitzat per l'exèrcit austríac, el general von Melas havia estat pres per sorpresa i no havia intentat bloquejar l'arribada d'un segon exèrcit francès a Itàlia. El primer cònsol era optimista i confiat; va decidir continuar l'ofensiva, unir-se amb els altres departaments francesos i explotar l'avantatge estratègic aconseguit.
Ivrea esdevingué el nou centre d'operacions de l'exèrcit; des d'aquella posició Bonaparte tenia la possibilitat de marxar directament cap a Gènova per venir en ajuda del general Massena, després d'unir-se possiblement amb el departament del general Turreau provinent del coll del Mont Cenis; alternativament, el primer cònsol podria marxar immediatament cap a Milà per tallar les comunicacions de l'exèrcit austríac amb l'Imperi a Itàlia. En aquest segon cas els resultats d'una possible victòria de camp haurien estat decisius i d'un sol cop Bonaparte hauria decidit la campanya al seu favor. La maniobra sobre Milà presentava riscos; fins a l'obertura de la ruta a través del Sant Gotthard, des de la qual el general Moncey havia de baixar amb les tropes separades pel general Moreau, l'Exèrcit de Reserva hauria estat exposat a amenaces a la seva línia de comunicació que els austríacs podrien haver interceptat amb una ofensiva. al nord del Po. Bonaparte, pressionat per la necessitat d'apressar-se i aconseguir un èxit rotund també per reforçar la seva posició política, va decidir córrer el risc i dirigir-se cap a l'est per arribar immediatament a Milà.

### Batalla de Marengo
Bonaparte va reorganitzar l'exèrcit per a l'avanç a Milà; mentre el general Chabran es mantenia ocupat al fort de Bard, el general Lannes va marxar amb l'avantguarda cap a Chivasso per simular un moviment cap a Torí i les unitats italianes del general Lechi es van desviar cap a l'esquerra per protegir el flanc de l'exèrcit i intentar contactar amb les tropes del general Moncey que havien de baixar del San Gottardo. El gruix de l'Exèrcit de Reserva, amb el cos del general Victor i el general Duhesme, va avançar cap al sud-est i ja el 27 de maig el general Murat va entrar a Vercelli ; el 29 de maig va travessar la Sesia i les unitats de cavalleria van arribar fins a Novara ; El cos d'exèrcit del general Duhesme va seguir de prop. El 28 de maig, el general Lannes, després d'haver superat brillantment la resistència austríaca, va ocupar Chivasso; Bonaparte va romandre a Ivrea fins que la nit del 29 de maig aleshores, confiat i convençut que havia enganyat completament l'enemic que no semblava haver entès els seus plans, va marxar amb el seu estat major per arribar a Vercelli.

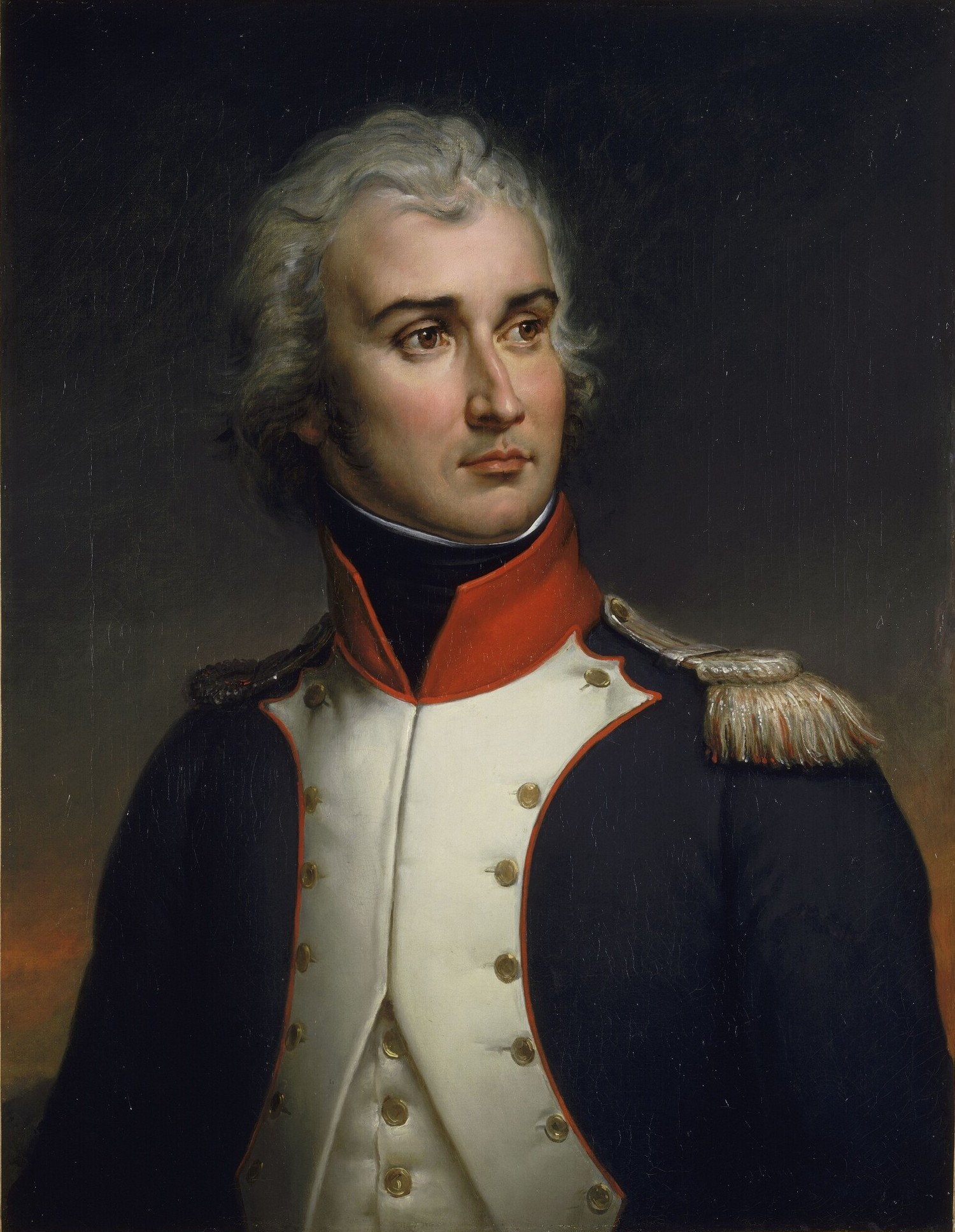
El general Jean Lannes, comandant de l'avantguarda de l'Exèrcit de reserva.

L'Exèrcit de Reserva va continuar la seva marxa sobre Milà; després d'un petit enfrontament, el general Murat també va creuar el Tessin el 31 de maig a Turbigo, mentre que el general Duhesme atacava Boffalora ; el 2 de juny Bonaparte al capdavant de les tropes franceses va entrar a la capital llombarda que abans havia estat evacuada pels austríacs, només quedava una petita guarnició al castell Sforzesco i fou assetjada pel general Murat; els soldats van poder reaprovisionar-se en dipòsits militars abandonats per l'enemic. Pel que sembla, tota la població milanesa va acollir amb alegria l'arribada de l'exèrcit francès i el retorn de Bonaparte; semblava recrear-se l'ambient entusiasta del 1796 ; l'eufòria i l'alegria presents en els habitants de Milà semblaven testimoniar un suport renovat a les tropes franceses, encara identificades amb les expectatives de llibertat. En realitat els oficials i el mateix Primer Cònsol també van constatar la desconfiança i recel d'alguns sectors de la població després de l'experiència prèvia i tumultuosa de la República Cisalpina i l'ocupació francesa.
Mentre el gruix de l'exèrcit de reserva entrava a Milà, el 2 de juny el general Lannes havia forçat el seu camí cap a Pavia, on es va recollir un considerable botí d'armes i equipament abandonat pels austríacs. El general també va capturar molts canons, part dels quals van ser immediatament reutilitzats per l'exèrcit francès que havia hagut de fer la marxa pel pla amb només els sis canons que havien desfilat sota el fort de Bard i amb altres quatre recuperats a Ivrea. El 3 de juny l'avantguarda va rebre ordres de Bonaparte de continuar cap a Belgioioso per establir un cap de pont sobre el Po. El 4 de juny, el general Murat va ocupar Lodi, mentre que les divisions del general Duhesme es van dirigir cap a l'Adda i l'Oglio per marxar cap a Cremona i enfrontar-se a les tropes austríaques del general Vukassovic que, després d'haver evacuat Milà, s'havien retrocedit darrere de l'Oglio en direcció al fortalesa de Màntua. El mateix dia, Bonaparte havia sabut la bona notícia que les tropes del general Moncey s'acostaven a Milà des del nord després d'una difícil travessia del San Gottardo; també va ser informat pel general Lannes que, a partir de la informació recollida d'alguns oficials austríacs fets presoners, semblava que el general Massena i les tropes franceses assetjades a Gènova estaven al final de les seves forces i a punt de cessar la resistència.

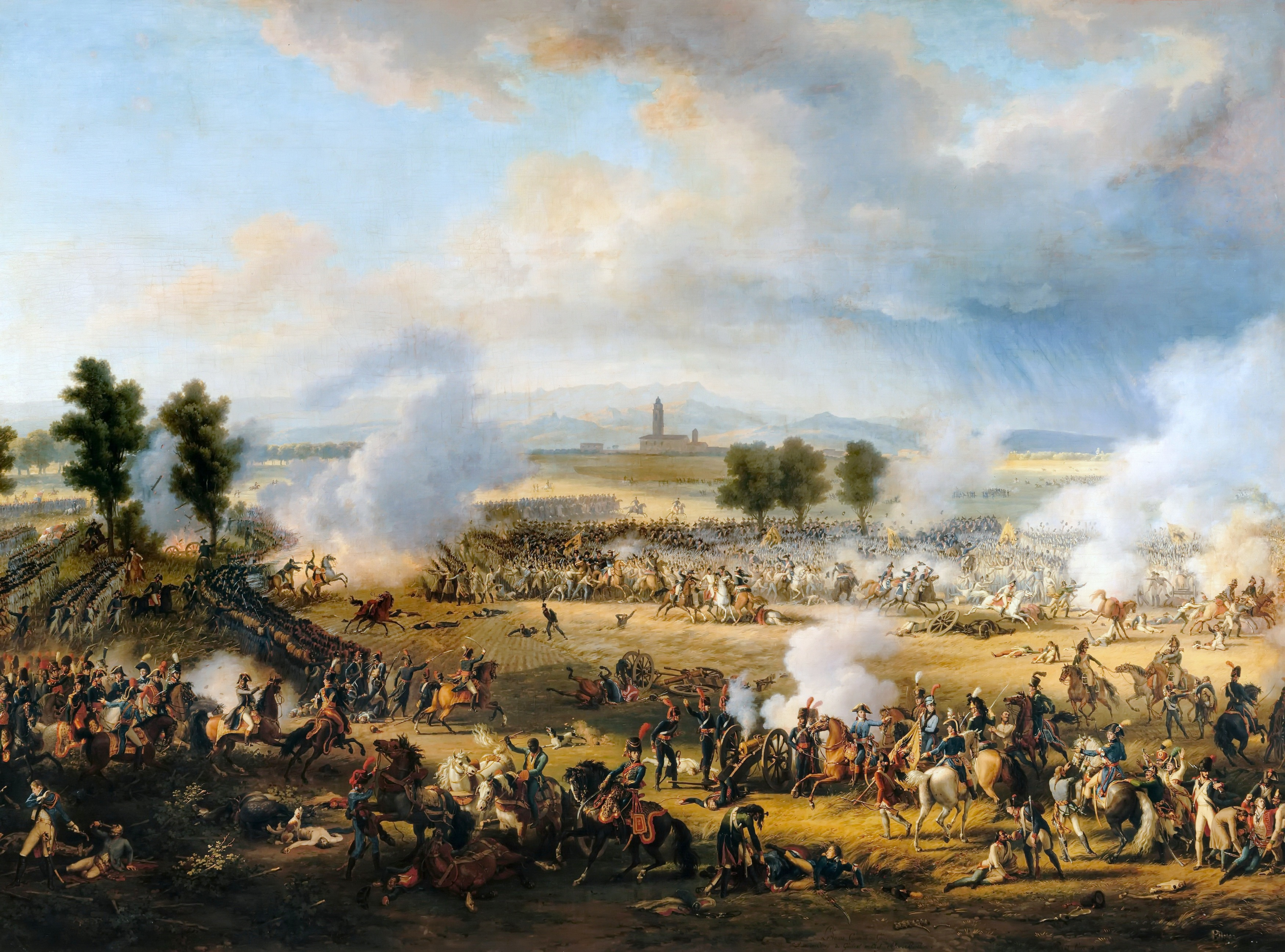
La batalla de Marengo.

El general Massena havia allargat amb tenacitat la resistència a Gènova malgrat les creixents dificultats materials, la severitat del setge i l'esgotament progressiu dels aliments; a partir de mitjans de maig la situació de les tropes franceses havia empitjorat contínuament; l'11 de maig el general Soult va ser ferit i capturat i havia ajudat brillantment el comandant de l'exèrcit organitzant una sèrie de sortides de socors amb èxit. A finals de maig les reserves d'aliments estaven en procés d'esgotar-se completament, la població de la ciutat va haver de ser expulsada de la fortalesa. El general Massena tampoc tenia informació precisa sobre l'evolució de la situació general i sobre els moviments de Bonaparte amb l'Exèrcit de Reserva; per això va decidir obrir negociacions amb el general Ott, comandant de les forces austríaques implicades en el setge, a partir del 2 de juny. El comandant austríac necessitava concloure ràpidament les negociacions per tal d'arribar a les forces principals del general von Melas i contrarestar l'amenaça del nord; així les converses van concloure el 4 de juny amb unes condicions relativament favorables per als francesos. El general Massena, molt esgotat físicament pel setge, va poder evacuar les seves tropes en vaixells britànics i reunir-se al riu Varo amb les altres forces franceses que, sota el comandament del general Suchet, s'oposaven amb èxit a les tropes austríaques del general Anton von. Elsnitz, separat pel general von Melas per envair la Provença.
Bonaparte només va conèixer la notícia de la capitulació de Gènova el 8 de juny a través d'una carta del general von Melas interceptada juntament amb altres despatxos capturats a Piacenza, i al principi semblava no creure la mala notícia. Va considerar prematura la rendició i va mostrar preocupació pels desenvolupaments estratègics generals; les forces evacuades del general Massena haurien estat inutilitzables durant molts dies, els austríacs podrien haver-se concentrat contra l'Exèrcit de Reserva o, alternativament, retirar-se a Gènova sota la protecció dels vaixells britànics i evitar la batalla decisiva.
Els dies anteriors les operacions de l'Exèrcit de Reserva havien continuat desenvolupant-se amb èxit; el 5 de juny el fort de Bard s'havia rendit finalment i, per tant, l'artilleria de l'exèrcit i les tropes del general Chabran van poder reprendre la marxa per reunir-se amb les altres forces franceses a la riba esquerra del Po; a partir del vespre del 5 de maig, les tres divisions del general Moncey procedents de San Gottardo havien arribat a Milà i Bonaparte havia assignat a aquest general el comandament militar de la ciutat i el control de totes les forces assignades al flanc oriental de l'exèrcit per controlar els 20.000 Soldats austríacs al comandament del general Vukassovic es van desplegar a l'est de l'Oglio. El 6 de juny el general Lannes havia forçat el Po a Belgioioso i va derrotar una unitat austríaca; Bonaparte havia ordenat de seguida que el cos d'exèrcit del general Víctor travessés el riu a San Cipriano davant de Stradella amb tres divisions, mentre que el general Murat amb dues divisions més creuaria a Piacenza.

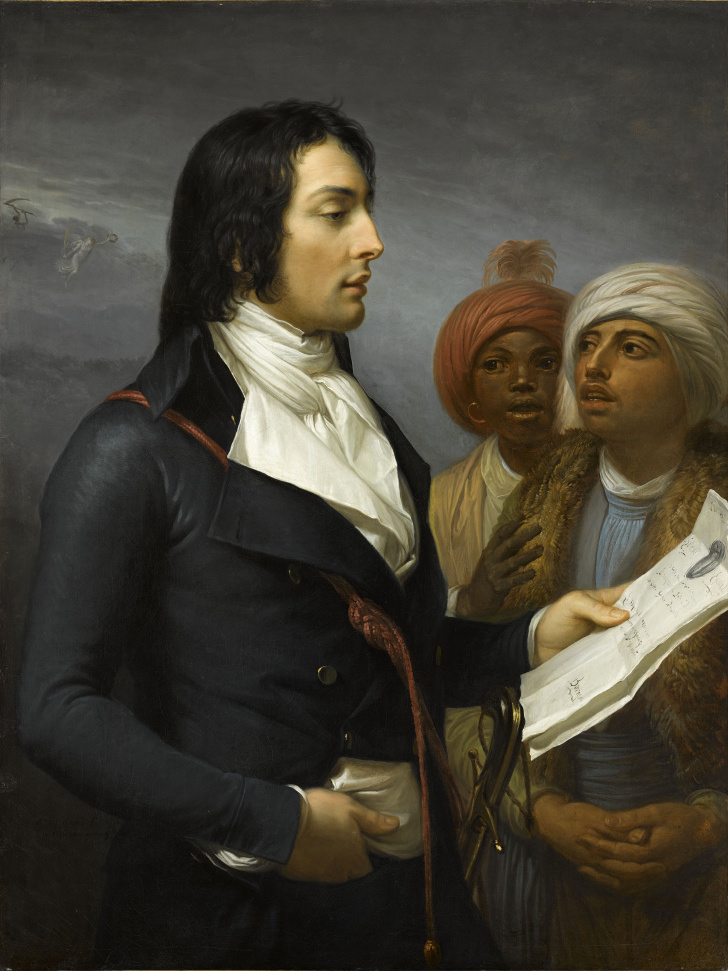
General Louis Desaix.

El 7 de juny, els generals Lannes i Victor van creuar el Po amb força i van arribar a l'important centre de comunicacions de Stradella mentre el general Murat va ocupar Piacenza on va capturar la correspondència del general von Melas que va permetre que el primer cònsol fos informat de la caiguda de Gènova. Bonaparte mostrava nerviosisme i incertesa; de la informació recollida semblava que part de l'exèrcit austríac s'estava reagrupant a Alexandria, però les intencions de l'enemic no estaven clares. Bonaparte va considerar important reagrupar les seves forces a Stradella i mantenir la iniciativa d'anticipar la concentració de l'enemic que encara estava dividit en dues masses separades. El general Berthier, havent arribat a Pavia amb el seu quarter general, va rebre una sèrie d'ordres de traslladar el cos del general Lannes cap a Voghera, seguit més tard pel cos del general Victor; El general Murat da Piacenza, al seu torn, s'hauria d'apropar a les forces principals a Stradella. El primer objectiu del general Lannes hauria estat Casteggio . El 8 de juny al vespre, Bonaparte, malgrat les incerteses i les preocupacions, encara semblava optimista: va escriure al ministre Carnot que "l'exèrcit austríac està tallat" i que creia que "Melas no se'n pot sortir".
El matí del 9 de juny, el primer cònsol va sortir de Milà per arribar a la seva seu a Pavia. Durant el dia, el general Lannes es va enfrontar a un gran departament austríac i va haver de lluitar durament per conquerir Casteggio; els austríacs, sota el comandament del general Ott, estaven duent a terme un reconeixement en vigor per identificar la posició de l'enemic. La batalla de Montebello va acabar amb una clara victòria dels francesos al comandament del general Lannes que va infligir grans pèrdues als austríacs; Bonaparte hi va anar per aclarir la situació, però es va mantenir incert sobre la posició i els moviments de l'enemic. Al vespre va tenir la feliç sorpresa de conèixer l'esperat general Louis Desaix que, acabat de tornar d'Egipte, havia arribat finalment a l'exèrcit després d'un viatge ple d'esdeveniments; el primer cònsol va confiar immediatament al general el comandament d'un nou cos d'exèrcit format per les divisions dels generals Jean-Charles Monnier i Jean Boudet.
Bonaparte continuava mancant de notícies precises de l'enemic; incert i inquiet, va decidir de moment continuar l'avanç amb l'exèrcit dividit en tres cossos d'exèrcit, cadascun format per dues divisions, comandades pels generals Lannes, Victor i Desaix. A les 22 h de l'11 de juny el Primer Cònsol va donar les ordres definitives per a la marxa cap al Scrivia en direcció a Tortona ; la seu es traslladaria immediatament a Voghera. El nou avanç del 12 de juny es va produir en condicions climàtiques difícils per les fortes pluges; Bonaparte, també refredat, va arribar a Voghera juntament amb la Guàrdia Consular, mentre que el general Víctor ocupava Tortona amb el seu cos d'exèrcit cobert a la dreta per les tropes del general Lannes. El general Desaix estava més enrere cobrint el flanc esquerre de l'exèrcit.

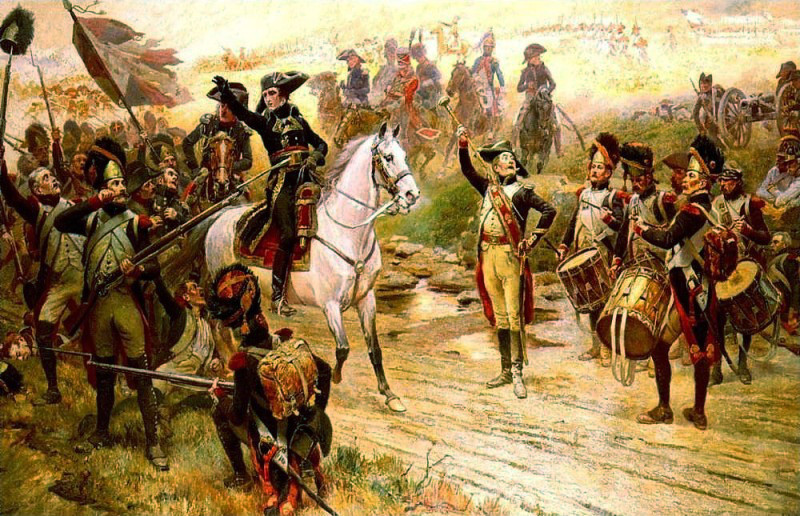
El primer cònsol Bonaparte anuncia l'arribada de renforts durant la batalla de Marengo.

El 13 de juny, encara sota la pluja, les tropes franceses van continuar avançant a la recerca de l'enemic; Bonaparte va ordenar que el cos del general Lannes i el cos del general Víctor travessin el Scrivia i es despleguessin a la vasta plana a l'est d'Alessandria esperant continuar cap a la Bormida. La notícia continuava sent confusa; algunes fonts informaven de vaixells austríacs al Po prop de Casale Monferrato, mentre que alguns habitants parlaven de moviments austríacs cap al sud. Bonaparte es va convencer que el general von Melas no tenia esperit ofensiu i no gosaria enfrontar-se a una batalla campal; creia molt probable que el seu oponent preferia retirar-se cap a Gènova i al llarg dels Apenins o maniobrar al nord del Po. El primer cònsol va prendre llavors la perillosa decisió de dispersar les seves limitades forces per un front de més de 50 quilòmetres; una divisió sota el comandament del general Jean François Lapoype va ser enviada al nord del Po, mentre que el general Desaix es va dirigir immediatament cap al sud amb una altra divisió per marxar cap a Novi Ligure i interceptar l'esperada retirada dels austríacs. D'aquesta manera Bonaparte es va quedar amb només 22.000 soldats i 24 canons disponibles a la plana a l'est d'Alexandria.
En realitat, el general von Melas havia decidit anar a l'atac i, partint d'Alexandria, el matí del 14 de juny de 1800 va traslladar el seu exèrcit més enllà de la Bormida pels ponts que els francesos havien deixat de destruir, i va llançar un sorpresa ofensiva en tres columnes contra les tropes franceses inconscients de la proximitat del principal exèrcit enemic. Ni tan sols el general von Melas havia concentrat completament les seves forces; alguns departaments i la seva millor cavalleria s'havien desplaçat a Cantalupo per contrarestar un possible moviment de les forces del general Suchet, però al començament de la batalla de Marengo tenia una superioritat notable amb més de 30.000 soldats i gairebé 200 canons. Per tant, els francesos es van trobar immediatament en greus dificultats.
Bonaparte, després de l'escepticisme inicial, va entendre a les 9 del matí que l'enemic llançava un atac contundent; El cos d'exèrcit del general Víctor al centre va ser sotmès a una pressió violenta i a l'ala nord els austríacs amenaçaven amb flanquejar l'exèrcit de reserva. El primer cònsol va anar llavors al camp de batalla i va organitzar les seves forces amb tenacitat i determinació per contrarestar el perillós atac i guanyar temps; també va enviar un missatge dramàtic al general Desaix instant-lo a tornar enrere amb la màxima urgència amb la seva divisió.

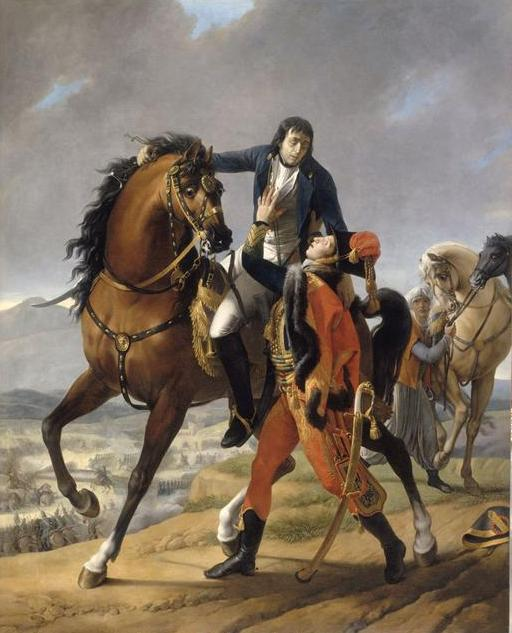
La mort del general Louis Desaix.

Durant el matí la situació de les tropes franceses es va fer cada cop més difícil; malgrat la ferotge resistència, les divisions del general Víctor es van veure desbordades i van haver de retrocedir; a les 14.30 hores Marengo va caure en mans austríaques. Al nord, el general Lannes va aconseguir contenir la maniobra de flanqueig de l'ala esquerra austríaca, però Bonaparte es va veure obligat a comprometre totes les seves reserves i també a sacrificar la Guàrdia Consular per evitar un col·lapse general. A primera hora de la tarda els austríacs semblaven ara vencedors i el general von Melas va abandonar el camp de batalla i va lliurar el comandament al general Anton von Zach. En realitat, la situació estava a punt de canviar. A les 14.45 Bonaparte i els seus oficials van veure les columnes del general Desaix que s'acostaven des del sud; el general tornava amb 5.500 soldats i vuit canons; el Primer Cònsol va cavalcar entre les files dels seus soldats, anunciant l'arribada de reforços i exhortant-los a resistir. Després de la trobada entre Bonaparte i Desaix, es va decidir organitzar el contraatac que va començar a les 17 hores i va canviar completament el desenllaç de la batalla.
El general Desaix va dirigir la seva divisió acabada d'arribar en un atac frontal contra les tropes del general Zach que marxaven en columna segures de la victòria; sota el foc d'una bateria de canons organitzada pel general Auguste Marmont, atacat inesperadament des del front i colpejat al flanc per una violenta càrrega de cavalleria dirigida pel general François Étienne Kellermann, els soldats austríacs van entrar en pànic i es van dissoldre. Tot el desplegament francès va passar a l'ofensiva i va perseguir l'enemic en ruta que va creuar la Bormida cap a Alessandria amb grans pèrdues. Al vespre Bonaparte havia aconseguit una victòria completa, el general Zach i 8.000 austríacs havien estat fets presoners; al cos a cos s'havien perdut les empremtes del general Desaix; el general havia estat assassinat mentre conduïa els seus soldats i el seu cos va ser trobat més tard al camp de batalla.
L'exèrcit austríac s'havia refugiat a Alexandria i no va quedar totalment destruït, però el general von Melas va quedar desconcertat per la sobtada i inesperada derrota; completament desmoralitzat, va considerar essencial suspendre les operacions i a les 4.30 hores del 15 de juny, el general Skal va ser enviat, juntament amb altres oficials austríacs, inclòs el major Adam von Neipperg, a la seu francesa per obrir negociacions. Bonaparte, tens i nerviós després de la batalla, va demostrar ser dur amb els negociadors i les negociacions van ser dirigides principalment pel general Berthier. L'armistici d'Alessandria es va concloure el 15 de juny, va predir la suspensió de les operacions i la retirada de les restes de l'exèrcit austríac darrere del Mincio ; els francesos van recuperar la possessió de Llombardia, el Piemont i la Ligúria incloent totes les ciutadelles militars més importants, els austríacs van conservar la Toscana i les Legacions de moment.

## Cost i conseqüències
| « | Arribaré de sobte. La meva intenció és no acceptar arcs de triomf o altres cerimònies. Em penso massa en mi mateix per apreciar aquestes travessias.. | » |
| — El primer cònsol Bonaparte en una carta dirigida des de Lió el 29 de juny de 1800 als seus col·legues per anunciar el seu retorn a París després de la victòria. | |   |

Des d'un punt de vista estratègic, la segona campanya italiana va confirmar les grans habilitats de lideratge de Napoleó Bonaparte; per primera vegada va organitzar el seu exèrcit en cossos d'exèrcit semiindependents i d'aquesta manera va millorar la flexibilitat i la velocitat dels moviments. El primer cònsol necessitava una victòria immediata i decisiva també per motius polítics. De fet, l'atrevida estratègia del primer cònsol va permetre, malgrat la manca d'homes i equipaments i les dificultats del terreny,sorprendre completament el seu oponent i capgirar d'un sol cop el rumb de la guerra a Itàlia. Bonaparte va demostrar una gran habilitat i confiança a l'hora de maniobrar el cos d'exèrcit, traslladant l'exèrcit de reserva de Dijon, a través dels Alps, al Po en poques setmanes.
La brillant concepció i l'execució precisa de la seva estratègia van permetre a Bonaparte inserir-se en la línia d'operacions de la massa principal de l'exèrcit austríac que de sobte es va trobar amb l'enemic a l'esquena; l'atrevida maniobra sobre Stradella va ser, des del punt de vista estratègic, un gran èxit i va confirmar la precisió de la planificació del primer cònsol que des del principi havia previst correctament el lloc on es decidirà la campanya. En el moment de la batalla decisiva, però, el primer cònsol va quedar tàcticament sorprès i es va arriscar a ser derrotat. Pel que sembla, ell, massa conscient de la importància de la batalla i del seu caràcter decisiu per a la seva futura carrera, va perdre part de la seva claredat d'avaluació. Dispersant les seves forces davant l'enemic i sense comprendre les intencions agressives del general von Melas, fou sorprès i derrotat a les primeres hores a Marengo.
Tanmateix, Bonaparte es va mostrar resolut i combatiu en la fase crítica de la batalla i va intentar guanyar temps utilitzant hàbilment les seves limitades forces mentre esperava l'arribada dels altres departaments de l'exèrcit. Ajudat per alguns errors del general von Melas, el primer cònsol va poder contraatacar a la tarda gràcies a l'arribada puntual del general Desaix i revertir el resultat de la batalla. El general Desaix tingué, sens dubte, un paper decisiu; gràcies a la seva determinació i esperit d'iniciativa, les tropes van arribar a temps i van poder contraatacar en el moment oportú. La mort al camp va donar un caràcter d'heroïsme lamentable a la vida del jove general i sembla que va impactar i fer mal a Bonaparte que, a prop de la derrota al camp, deu la victòria inesperada a la iniciativa del seu tinent
Bonaparte era conscient d'haver arriscat la derrota i del paper decisiu del general Desaix; per tant, va considerar necessari emetre informació diluïda i difondre un relat esbiaixat i poc fiable de la batalla. Pels butlletins de l'exèrcit vam saber que la batalla havia estat exactament predita en totes les seves fases per Bonaparte, i que el desgraciat general Desaix, exaltat per la propaganda, havia caigut invocant el nom del primer cònsol. En les proclames Bonaparte subratllava l'heroisme dels seus soldats i parlava en termes engrescadors del "dia de Marengo que seguirà sent famós al llarg de la història".
Des del punt de vista polític, la segona campanya italiana i la batalla de Marengo van tenir una importància decisiva per a la carrera de Bonaparte i, en conseqüència, per a la història de la França revolucionària; en cas de derrota, el Primer Cònsol podria haver-se retirat al llarg de la seva línia d'operacions i teòricament concentrat les seves forces per començar a lluitar de nou, però és probable que la derrota hagués provocat la dissolució de la seva fama i poder. La "sort" de Bonaparte va impedir l'enfonsament del règim del 18 de Brumari. De fet, inicialment s'havien estès a París els rumors de derrota i mort d'un general; els noms de possibles substituts van començar a circular novament, Carnot, Lafayette, Joseph Bonaparte. Joseph Fouché i Charles de Talleyrand van concloure un acord per formar un triumvirat amb ells dos i el senador Dominique Clément de Ris. La notícia de l'èxit de Bonaparte, viu i victoriós, de seguida va posar fi a aquestes fosques maquinacions; el 2 de juliol de 1800 ell, pertorbat i amargat per aquesta notícia, ja tornava a París, disposat a reorganitzar i consolidar el seu poder.
Tanmateix, la Guerra de la Segona Coalició no va acabar amb l'èxit de la campanya de Bonaparte a Itàlia el 1800; després d'una sèrie infructuosa de negociacions, les hostilitats es van reprendre a finals d'any a Itàlia i Alemanya. Aquesta vegada el primer cònsol no va intervenir directament en les operacions que van continuar amb èxit per als francesos a Itàlia i sobretot al front alemany. Va ser el general Moreau qui va aconseguir una victòria decisiva el 3 de desembre de 1800 a la batalla de Hohenlinden i el Sacre Imperi Romanogermànic dels Habsburg va haver de concloure nous armisticis a Steyr el 25 de desembre de 1800 i a Tarvisio el 15 de gener de 1801. Després d'aquesta nova sèrie de derrotes, la coalició es va dissoldre i el Sacre Imperi Romanogermànic dels Habsburg va signar la pau el 9 de febrer de 1801 a Lunéville, mentre que Gran Bretanya també va emprendre llargues i complexes negociacions amb els enviats del primer cònsol que portarien a la pau efímera a Amiens del 25. Març de 1802.